# Transactivació
La transactivació és, en el camp de la biologia molecular, un increment en la taxa d'expressió gènica deguda a determinats processos biològics o bé d'una manera artificial. Els transactivador són proteïnes que activen l'expressió gènica i que es caracteritzen per posseir almenys dos dominis estructurals diferents: 
- Un domini d'unió a DNA que normalment posseeix un dels dominis coneguts de reconeixement del DNA com són les cremalleres de leucina, els dominis hèlix-loop-hèlix (H-L-H), els homeodominis o els dits de zinc, que s'unirà específicament a una seqüència activadora. Aquests dominis es solen trobar en tàndem i reconeixen sobretot la informació continguda en el solc gran de l'àcid desoxiribonucleic.
- Un domini d'activació que és el responsable d'augmentar la transcripció. No tenen una estructura definida clara, tot i això s'han classificat en funció de la seva composició d'aminoàcids: rics en aminoàcids àcids (els que solen ser els més forts), rics en glutamina i rics en prolina.

Els principals mecanismes pels quals un transactivador activa la transcripció són:
- Remodelació de l'estat de compactació del DNA en la cromatina per captació de les histona transacetilases (HAT) o de complexos remodeladors d'histones.
- Estabilització de complex de transcripció basal a través de captació del mediador.